# Crooks (TV-serie)
Crooks är en tysk kriminal- och actiondramaserie från 2024. Serien är regisserad av Cüneyt Kaya och Marvin Kren efter ett manus skivet av Benjamin Hessler, Kren och Georg Lippert. Serien hade premiär på strömningstjänsten Netflix den 4 april 2024.

## Handling
Serien kretsar kring rivaliserande gäng i Wien och Berlin som hamnar i konflikt över ett ovärderligt mynt.

## Rollista (i urval)
- Frederick Lau – Charly
- Christopher F. Krutzler – Joseph.
- Svenja Jung
- Kida Khodr Ramadan
- Klara Mucci
- Nicolas Wanczycki – Serge
- Jonathan Tittel – Jonas
- Karl Welunschek